# Райфикешт, Владимир Фёдорович
Владимир Фёдорович Райфикешт (род. 15 апреля 1951, Повалиха, Первомайский район, Алтайский край) — российский политический деятель, менеджер, в 1991—1994 годах глава администрации Алтайского края.

## Биография
Родился в 1951 году в селе Повалиха Первомайского района Алтайского края. 
В 1973 году окончил Алтайский сельскохозяйственный институт по специальности агроном. 
1973-1975 служил в Вооружённых силах, затем работал в сельском хозяйстве края. 
1981—1991 — директор совхоза «Логовской» Первомайского района Алтайского края. 
1990—1993 — народный депутат РСФСР.
С октября 1991 по январь 1994 — глава администрации Алтайского края.

### Губернатор
Заведующий кафедрой всеобщей истории и международных отношений Алтайского государственного университета Юрий Чернышов так оценивает его деятельность на посту главы администрации края:
В нашей глубинке особенно трудно работать любым революционерам и реформаторам. Владимир Райфикешт рассматривался многими как перестроечный революционер-романтик, пришедший на смену обанкротившимся партократам. В этой его роли были и достоинства, и недостатки. Говорили не только о его искренней вере в демократию и личной порядочности, но и о недостаточных управленческих навыках. Ему приходилось собирать команду из очень разных людей, некоторые из которых его потом предали, а некоторые слишком активно занялись улучшением своего благосостояния. С другой стороны, он столкнулся со все возраставшей ненавистью к нему «бывших», которые мечтали о реванше. В результате Райфикешту не удалось до конца выполнить ту работу, которую необходимо было сделать тогда в Алтайском крае: нужно было продуманно, но быстро перевести экономику на рыночные рельсы, создать эффективную команду современных управленцев.
В 1992 состоялся визит президента Бориса Ельцина в Алтайский край. Во время его визита, команда Райфикешта смогла решить несколько стратегических вопросов, имеющих первостепенное значение для дальнейшего развития Алтайского края: 
- Строительство магистрального газопровода "Новосибирск — Барнаул".
- Строительство нового автомобильного моста через Обь.
- Финансирование Семипалатинской программы.

Программа привлекла в Алтайский край миллиарды рублей социальных выплат и вложений. Благодаря Семипалатинской программе были построены новые объекты социальной сферы и здравоохранения были построены именно за счет средств Семипалатинской программы.
- Во время губернаторства В. Райфикешта произошёл подъём малого бизнеса и предпринимательства, была заложена основа и фундамент для развития частного сектора.
- Перестраивалась судебная система, для судов возводились новые здания.
- Райфикешт способствовал созданию музея культуры и этнографии, уникальный культурно-литературный музей.
- Большой вклад В. Райфикешт внёс в аграрную политику края, было создано большое количество фермерских хозяйств, некоторые из них работают и по сей день. Успешные колхозы преобразовывались в акционерные общества[5].

### Политик и менеджер
В 1994-1997 — директор АОЗТ «Логовское» Первомайского района Алтайского края. В 1997-1999 — полномочный представитель президента России в Алтайском крае. В 1999-2003 — председатель РОО «Алтайский краевой общественный комитет по защите прав и свобод человека». Был председателем Алтайской краевой организации Союза правых сил (до 2003).
С апреля 2003 работал в филиале ОАО «ФСК ЕЭС» — «Межсистемные электрические сети Сибири»: заместителем генерального директора по созданию ММСК, заместителем генерального директора по реформированию, заместителем генерального директора по развитию ММСК, заместителем генерального директора по ТОиР, генеральным директором ТОиР филиала ОАО «ФСК ЕЭС» — «Межсистемные электрические сети Сибири». С 1 августа 2006 — и. о. генерального директора, затем генеральный директор ОАО «МРСК Сибири» (до декабря 2007). С января 2008 — советник руководителя Федеральной сетевой компании.

### Мнение о себе как о губернаторе края
В одном из интервью в 2006 году Райфикешт сказал:
Да, нас ущемляли; нас ненавидели; нашей администрации не давали работать в полную меру,
вследствие чего я был вынужден уйти в отставку. Но скажу главное: нашей администрации удалось
начать в крае серьезные экономические реформы; Это — я считаю — главный наш успех

### Награды
- Орден За заслуги перед Отечеством (15 апреля 2001 года) — За большой вклад в социально — экономическое развитие Алтайского края в период губернаторства.